# Rheinischer Verein für Denkmalpflege und Landschaftsschutz
Der Rheinische Verein für Denkmalpflege und Landschaftsschutz e. V. (RVDL), bis 1970 Rheinischer Verein für Denkmalpflege und Heimatschutz, ist eine bürgerschaftliche Denkmalpflege- und Landschaftsschutz-Organisation und setzt sich als wichtigstes Anliegen dafür ein, Bau- und Landschaftsdenkmäler vor Verfall und Zerstörung zu bewahren und das Bewusstsein für bedeutende wie unscheinbare Zeugnisse der regionalen Kulturgeschichte zu fördern.

## Geschichte
Die Gründungsversammlung fand am 20. Oktober 1906 im Isabellensaal des Gürzenichs in Köln statt. Damals nannte sich der Verein noch Rheinischer Verein für Denkmalpflege und Heimatschutz, was auf dessen Verwurzelung in der deutschen Heimatschutzbewegung verweist. Die Initiative zur Gründung ging von Koblenz aus, unter anderem von Provinzialkonservator Paul Clemen, Regierungspräsident Joseph Anton Friedrich August Freiherr von Hövel und Oberpräsident Clemens Freiherr von Schorlemer-Lieser. Das erste Büro des Vereins befand sich ab 1907 im neu errichteten Gebäude der (Bezirks-)Regierung Koblenz am Rheinufer. 1951 verlegte der Verein seinen Sitz nach Düsseldorf bzw. Neuss. Seit 1964 befindet sich die Zentrale des Vereins in Köln-Deutz beim Landschaftsverband Rheinland. Räumlich erstreckt sich das Arbeitsgebiet des Vereins auf den Bereich der ehemaligen preußischen Rheinprovinz: einen großen Teil von Rheinland-Pfalz, den größten Teil des Saarlandes und das westliche Nordrhein-Westfalen (Landschaftsverband Rheinland). Rheinhessen und der Rheingau gehören heute ebenfalls zum Tätigkeitsbereich des Vereins.
Der Verein trägt seine Hauptziele Denkmalpflege und Landschaftsschutz im Namen. Er setzt sich für die Bewahrung des kulturellen Erbes ein. Dieses umfasst Baudenkmäler ebenso wie Zeugnisse der Geschichte und die Kulturlandschaft, die vom Menschen gestaltete Landschaft. Um diese zu bewahren, sucht der Verein den Kontakt zu den Entscheidungsträgern auf allen Ebenen, steht in Kontakt zur Denkmalpflege der Kommunen, Kreise und Länder und trägt sein Engagement auch nach außen.
Schon früh entstand eine besondere Bindung des Vereins zum Mittelrhein. Wenige Jahre nach seiner Gründung engagierte er sich tatkräftig für die Baudenkmäler in Bacharach, insbesondere die bedrohte Stadtmauer. Zudem erwarb er 1909 Burg Stahleck über Bacharach, um die Ruine zu retten. Ihr teilweiser Wiederaufbau nach Plänen des Architekten Ernst Stahl 1925 bis 1927 folgte der Prämisse der Rekonstruktion, die seitdem weitgehend dem Konservieren des Bestandes gewichen ist, doch ist die Burg heute auch ein bedeutendes Zeugnis der historischen Burgenrestaurierung. Sie konnte dank ihrer Nutzung als Jugendherberge erhalten werden. Der Verein ist seit 1912 auch Eigentümer der nahegelegenen Ruine Burg Stahlberg sowie seit 1914 der Virneburg in der Eifel.

Der Verein trug die Vorbereitungen mit, das Obere Mittelrheintal zum UNESCO-Weltkulturerbe zu erklären. Er veranstaltete 1997 in Mainz eine Rheintal-Konferenz, aus der eine erste Dokumentation des Weltkulturerbes und die Rheintal-Charta hervorgingen. Entsprechend aufmerksam verfolgt der Rheinische Verein deshalb auch den Umgang mit dem Mittelrheintal und die Entwicklung dieses Weltkulturerbes. Erfolgreich kämpfte er gegen das Projekt, auf den Höhen über Oberwesel einen Ferienpark anzulegen, der die Rheinlandschaft nachhaltig beeinträchtigt hätte. Die Pläne, eine Rheinbrücke bei St. Goar zu bauen, hat der Rheinische Verein nicht zuletzt mit seinem Gegengutachten in Frage gestellt, weil auch diese Brücke die Landschaft nachhaltig beeinträchtigen würde, ohne einen großen verkehrspolitischen Nutzen zu haben.

### Vorstand (Stand 12. Februar 2022)
Die Mitgliederversammlung am 12. Februar 2022 wählte den folgenden Vorstand für eine Amtszeit von vier Jahren.
- Vorsitzender: Tobias Flessenkemper, Düsseldorf
- stv. Vorsitzende: Dorothea Schäfer, Gau-Bischofsheim
- stv. Vorsitzende: Susanne Bonenkamp, Bergisch Gladbach
- Vertreterin des LVR: Corinna Franz, Köln (geborenes Mitglied des Vorstands als Vertreterin der Direktorin des Landschaftsverbands Rheinland)
- Schatzmeister: Rudolf Conrads, Köln
- Geschäftsführer: Benjamin Irkens, Düsseldorf (ex-officio Mitglied des Vorstands)
- Mitglieder des erweiterten Vorstands
  - Rolfjosef Hamacher, Frechen
  - Alexander Kleinschrodt, Bonn
  - Jürgen Kunow, Bonn
  - Stefanie Lieb, Köln
  - Claudia Loebbecke, Köln
  - Ulrich Schulte-Wissermann, Koblenz
  - Ulrich Stevens, Brühl
  - Mark vom Hofe, Bergisch Gladbach
  - Thomas Wurzel, Bad Honnef

- Ehrenvorsitzender: Norbert Heinen, Montabaur

Vorsitzende (seit 1906)
- 1906–1918: Eduard zur Nedden
- 1918–1924: Max Wallraf
- 1924–1937: Franz Schollen
- 1937–1945: Heinrich Haake
- 1947–1951: Karl Arnold
- 1952–1964: Adolf Flecken
- 1964–1971: Franz Graf Wolff Metternich
- 1971–1981: Hermann Heusch
- 1981–1990: Werner Bornheim gen. Schilling
- 1990–2009: Norbert Heinen
- 2009–2014: Frithjof Kühn
- 2014–2016: Heinz Günter Horn
- 2016–2017: Gunnar Mertens
- 2017–2022: Christoph Zöpel
- 2022–heute: Tobias Flessenkemper

## Aktivitäten und Publikationen
Um das Bewusstsein für den Wert der Kulturdenkmäler zu fördern, ist der Verein auch publizistisch tätig. Die Heftreihen Rheinische Kunststätten und Rheinische Landschaften stellen einzelne Denkmäler, Orte und Landschaften vor. Die Zeitschrift Rheinische Heimatpflege bietet viermal im Jahr Aufsätze zu rheinischen Themen und aktuelle Berichte aus dem Bereich der Denkmalpflege. Zudem erscheinen jedes Jahr selbständige Publikationen.
Die Jahresversammlung des Vereins findet jedes Jahr in einem anderen Ort statt. Vorträge, Führungen und Exkursionen erschließen denkmalpflegerische Themen ebenso wie den Tagungsort und seine Umgebung. Im Jubiläumsjahr 2006 kehrte der Verein mit der Jahreshauptversammlung an den Ort seiner Gründung, Köln, zurück.
Der Rheinische Verein ist Gründungsmitglied des Denkmalschutz-Bündnisses Nordrhein-Westfalen. Der Verein unterstützt die Kampagne für den Erhalt des Denkmalschutzgesetzes des Landes Nordrhein-Westfalen. Als Sprecher der Arbeitsgruppe Nachkriegsarchitektur im Rheinland hat Vorstandsmitglied Tobias Flessenkemper auf die gefährdete Baukultur seit 1945 hingewiesen. Am 1. Dezember 2021 wurde dem Landtag in Düsseldorf eine entsprechende Petition, initiiert von der Deutschen Stiftung Denkmalschutz, übergeben.

## Regional- und Ortsverbände
Ein solch großes Gebiet mit derzeit ca. 4000 Mitgliedern lässt sich zentral nur bedingt ortsnah betreuen. Deshalb gliedert sich der Verein in 15 Regionalverbände. Die Regionalverbände unterstützen die zentralen Ziele des Vereins und setzen sich vor Ort für bedrohte Denkmäler der Region ein.

### Regionalverband Rhein-Mosel-Lahn
So entstand z. B. 1973 in Koblenz der Ortsverband Koblenz/Neuwied, der seit 1999 den Namen Regionalverband Rhein-Mosel-Lahn trägt, der besser den Wirkungsbereich spiegelt. Er orientiert sich an den drei Flüssen Rhein, Mosel und Lahn und reicht von Treis-Karden an der Mosel bis Diez an der Lahn und am Rhein von Oberwesel bis Rheinbrohl, und er reicht weit hinein in Eifel, Westerwald, Taunus und Hunsrück. Mittelpunkt sind Koblenz und Mayen, woher auch die Mehrzahl der derzeitigen Vorstandsmitglieder kommt. Zum Regionalverband gehören etwa 500 Mitglieder des Rheinischen Vereins.
Der Regionalverband Rhein-Mosel-Lahn bietet seinen Mitgliedern ein reichhaltiges Programm, das die Denkmäler der Region erschließt. Gäste sind stets dazu willkommen. Jedes Jahr stehen etwa zehn Führungen und Vorträge im Jahresprogramm, die zuweilen zusammen mit anderen Vereinen angeboten werden, so mit dem Verein für Geschichte und Kunst, der Deutschen Burgenvereinigung und dem Koblenzer Bildungsverein. Es seien nur einige der Themen der jüngeren Vergangenheit genannt: die Architektur der 1950er Jahre in Koblenz; das Mühlental; das Fort Asterstein und der Deutsche Kaiser; die Liebfrauenkirche und das Pfarrhaus Liebfrauen; die Fossilienlagerstätte Enspel im Westerwald; Balduins Burgen auf dem Hunsrück; das Schieferbergwerk Katzenberg in Mayen; das Landeshauptarchiv mit seinen historischen Beständen; der Koblenzer Hauptfriedhof; Lorch mit der gotischen Pfarrkirche und dem unterirdischen Gerätehauptdepot der Bundeswehr; die Ahr-Mündung bei Sinzig als Biotop; Koblenz im Krieg und in der Nachkriegszeit mit Besichtigung des Luftschutzbunkers Nagelsgasse; die Botanik auf Burg Rheinfels mit ihren historischen Nutz- und Zierpflanzen; Wanderungen rund um die Loreley und zu den V2-Abschussstellen bei Hillscheid; die Stadtbefestigung von Oberwesel; das Kloster Besselich bei Urbar.
Zum Jahr der Rheinromantik 2002 veranstaltete der Regionalverband im Schloss Sayn die Tagung Aspekte der Rheinromantik, 2003, im Jahr des 30-jährigen Bestehens des Regionalverbandes, befasste sich die Tagung im Schloss Engers mit der Säkularisation der Klöster und Stifte sowie des übrigen geistlichen Besitzes und dessen Folgen 200 Jahre zuvor.

### Gliederungen
Regionalverbände sind in folgenden Orten aktiv:
- Aachen
- Bonn/Rhein-Sieg/Ahr
- Cochem-Zell
- Düsseldorf/Mettmann/Neuss
- Eifel (Daun)
- Euskirchen
- Köln
- Mainz
- Niederrhein (Xanten)
- Rhein-Erft (Bergheim)
- Rhein/Mosel/Lahn (Koblenz)
- Ruhr-West
- Saar
- Trier
- Wuppertal/Solingen/Remscheid

### Arbeitsgruppen
Es bestehen folgende Arbeitsgruppen:
- Burgen
- Historische Hofanlagen
- Landschaft- und Naturschutz
- Nachkriegsarchitektur im Rheinland
- Öffentlichkeitsarbeit
- Recht
- Tagesseminare vor Ort